# تومی اسونسون
تومی اسونسون (انگلیسی: Tommy Svensson؛ زادهٔ ۴ مارس ۱۹۴۵) بازیکن فوتبال اهل سوئد است.
از باشگاه‌هایی که در آن بازی کرده‌است می‌توان به باشگاه فوتبال استاندارد لیژ، باشگاه فوتبال ترومسو، و باشگاه فوتبال اوسترش اشاره کرد.
وی همچنین در تیم ملی فوتبال سوئد بازی کرده‌است.
وی در مسابقات کشوری و بین‌المللی در مجموع برندهٔ ۱ مدال برنز شده‌است.